# Twin Towers 2
Twin Towers II (también conocido como Twin Towers 2, New Twin Towers, Trump Twin Towers y World Trade Center Phoenix) fue un complejo de rascacielos de torres gemelas propuesto que se habría ubicado en el sitio del World Trade Center en Manhattan, ciudad de Nueva York. El complejo propuesto habría reemplazado las antiguas Torres Gemelas del World Trade Center destruidas en los ataques del 11 de septiembre, restaurando el horizonte de la ciudad a su estado anterior. El diseño principal del complejo propuesto presentaría nuevas torres gemelas emblemáticas, casi idénticas a las originales diseñadas por Minoru Yamasaki, aunque presentaría 115 pisos e 560 metros de altura, 5 pisos más altos que los originales, entre otras diferencias. Al lado de las torres, un monumento sobre el suelo habría ocupado las huellas de las torres originales. El nuevo sitio también habría presentado tres edificios de 12 pisos, reemplazando el World Trade Center original de 3, 4 y 5. El complejo fue diseñado y desarrollado por el arquitecto estadounidense Herbert Belton y el ingeniero estadounidense Kenneth Gardner, y patrocinado por Donald Trump.

## Antecedentes (2001-2003)
Después de los ataques del 11 de septiembre de 2001, se discutieron varias ideas sobre la construcción de nuevas torres gemelas en línea y en los medios de comunicación. Después de que la Corporación de Desarrollo del Bajo Manhattan (LMDC) lanzó el Concurso Memorial del Sitio del World Trade Center en 2002, la organización encargó a siete grupos de arquitectos que crearan una propuesta para restaurar el horizonte de Manhattan. De los siete, cuatro grupos propusieron la construcción de torres gemelas, aunque no eran idénticas al diseño original de Minoru Yamasaki. Después de que el diseño de los Fundamentos de la Memoria de Daniel Libeskind fuera favorecido y luego elegido por la Corporación de Desarrollo del Bajo Manhattan en 2003, los diseños propuestos de torres gemelas fueron rechazados. El público criticó el resultado de la competencia y el diseño elegido por la LMDC, incluidos el crítico de arquitectura Herbert Muschamp y Donald Trump. El diseño de las torres gemelas del equipo de torres gemelas fue planeado para participar en la competencia conmemorativa del sitio del World Trade Center, pero no pudo completar el diseño antes de que la competencia se cerrara. 

## Emergencia inicial (2004)
La planificación inicial del proyecto apareció por primera vez en los medios de comunicación en 2004 con el grupo detrás del proyecto llamado Team Twin Towers, Inc., compuesto por activistas y diseñadores que colaboraron en el diseño inicial del modelo. El equipo fue inicialmente dirigido por el productor de televisión y cofundador del equipo Randy Warner, y el diseño dirigido por el ingeniero Kenneth "Ken" Gardner y el arquitecto Herbert Belton, quien fue arquitecto del World Trade Center original. Su portavoz era Jonathan Hakala, un capitalista de riesgo que había sido inquilino en el piso 77 de la Torre Norte original. El diseño del proyecto se llamó el "Plan de la Gente", y sería idéntico al diseño original de Yamasaki. 
El nuevo diseño presentaría una piel de acero construida en dos capas, un tubo dentro de un tubo, que tiene columnas más pesadas y un mejor soporte estructural que el original, y requeriría ventanas más grandes para mayor comodidad y una mejor resistencia al fuego. El monumento presentaría dos monumentos de 5 pisos que ocuparían las huellas originales de las Torres Gemelas, hechas de la piel de acero original de las torres derrumbadas y acero replicado. Los nombres de las víctimas grabados en granito. "Representa la resolución, representa la fuerza, representa la renovación", dice el ingeniero del proyecto Ken Gardner. "Ver el regreso de las torres tendría un impacto inspirador en la población. Es un monumento vivo, y creo que es más poderoso que pretender que el 11 de septiembre nunca sucedió". Las torres gemelas principales originalmente tendrían un mástil de 500 pies de altura en la parte superior de la Torre Norte, lo que elevaría su altura total a 1,888 pies, lo que en ese momento lo habría convertido en el edificio más alto del mundo superando el Taipei 101 de 1,667 pies de altura en Taipéi, Taiwán. Se planeó que las dos torres tuvieran 115 pisos de altura. 
Team Twin Towers fue uno de varios grupos que presionó a los funcionarios gubernamentales y de desarrollo para alterar los planes de reconstrucción del plan maestro de Daniel Libeskind elegido por la Corporación de Desarrollo del Bajo Manhattan. Joanna Rose, portavoz de la LMDC, que coordina la reconstrucción en el sitio, dijo que la organización tenía la intención de seguir adelante con su plan elegido. Randy Warner, cofundador de Team Twin Towers, dijo: "Mientras no hayamos comenzado a cavar un hoyo en el suelo, hay espacio para la discusión". 
Team Twin Towers, el 18 de febrero de 2004, presentó su modelo arquitectónico de nuevas torres gemelas en una conferencia de prensa en el Marriott Financial Center Hotel (ahora New York Marriott Downtown) cerca del sitio del World Trade Center. El portavoz del equipo de las Torres Gemelas Jonathan Hakala dice que las Torres Gemelas originales "estaban entre los pocos puntos de referencia de la Tierra 'reconocibles al instante'". y "Fue una estructura magnífica ver subir", recuerda Artie Vignapiano, quien fue planificador de paisajes de la Autoridad Portuaria cuando se construyó el World Trade Center original. "Cuando trabajaba en el piso 74 de la Torre Uno, solía decirle a la gente: '¿Sabes por lo que me pagan? Mirar fuera de mi ventana a la Estatua de la Libertad'". Luego continuó diciendo: 'Todas las personas que trabajaban en los edificios, 10 de cada 10, los quieren de vuelta' " 
Más tarde, en febrero, el empresario Donald Trump apareció en el programa de CNN Larry King Live con Larry King. Durante una transmisión de radio, una persona que llamó preguntó si Trump estaba involucrado o si iba a estar involucrado con las "nuevas torres gemelas". Aunque Trump en ese momento no estaba involucrado con el proyecto Team Twin Towers, se convirtió en patrocinador del diseño del proyecto en los años posteriores. Trump dijo lo siguiente sobre el diseño Childs - Libeskind de One World Trade Center :

## Desarrollo temprano (2005–2007)
En 2005, la publicidad del proyecto aumentó, con el empresario Donald Trump apoyando y patrocinando oficialmente el proyecto. El apoyo al proyecto aumentó debido a las críticas al diseño de Childs-Libeskind y las acusaciones de 2002 revividas contra el exgobernador de Nueva York, George Pataki, acusado de compinche por supuestamente usar su influencia para elegir el diseño del arquitecto ganador como un favor personal para su amigo y colaborador de campaña, Ron Lauder. En mayo de 2005, Trump apareció en Hardball con Chris Matthews para discutir el diseño propuesto de Childs - Libeskind Freedom Tower. Mientras Matthews le pregunta a Trump si un sitio vacío es mejor que el diseño propuesto, él responde rápidamente, criticando a Daniel Libeskind, uno de los arquitectos principales del edificio: "Fue diseñado por un arquitecto cabeza de huevo que realmente no tiene mucho de experiencia en el diseño de algo como esto. Y es simplemente un diseño terrible". Trump luego continúa diciendo que él "ni siquiera culpa al arquitecto". Trump, quien en el (los) mes (es) posterior (s) patrocina el proyecto, dice que "no hay mucho papel que pueda asumir" en respuesta a una pregunta de Matthews. "Lo que quiero ver construido es el World Trade Center más fuerte y tal vez una historia más alta. Y eso es lo que todos quieren". 
Mientras que el proyecto estaba ganando publicidad debido al patrocinio de Donald Trump, el expresidente del condado de The Bronx, Fernando Ferrer, apoyó el plan para construir nuevas torres gemelas, diciendo que es "muy interesante y debería ser considerado", agregando que el nuevo edificio de la firma no debería verse "cobarde". Antes de la declaración, Ferrer emitió un plan de reconstrucción que requería extender los 10 millones de pies cuadrados de espacio de oficinas alrededor de los cinco distritos para que se "descentralizara". La portavoz de Ferrer, Jen Bluestein, dijo que "la razón, dijo entonces, era crear un espacio administrativo para ayudar a los distritos fuera de Manhattan. Tampoco quería darles a los terroristas otro objetivo". Ella continuó explicando: "Fernando Ferrer siempre ha creído que la responsabilidad del alcalde era reconstruir la masa crítica en la Zona Cero y, utilizando los centros existentes, expandir el espacio de oficinas en los cinco distritos. Desafortunadamente, el alcalde Bloomberg no ha logrado hacer nada". 

Greg Manning, quien trabajó en el World Trade Center original junto con su esposa Lauren, escribió un artículo en The New York Times apoyando el proyecto Twin Towers II. Greg trabajó para Euro Brokers en el piso 84 de la Torre Sur y Lauren fue socia de Cantor Fitzgerald en el piso 105 de la Torre Norte. Manning llegó tarde, por lo que no estaba en su oficina cuando el vuelo 175 de United Airlines se estrelló contra el edificio, destruyendo las oficinas de Euro Brokers. Su esposa Lauren fue quemada por la bola de fuego que estalló en el vestíbulo de la Torre Norte después de que el vuelo 11 de American Airlines golpeara el edificio. Greg dijo lo siguiente sobre el proyecto:
Cuando mi esposa y yo visitamos o pasamos por el sitio hoy, podemos mirar boquiabiertos el vacío, pero nuestra mirada se dirige hacia arriba. Imaginamos las cosas como eran, los muertos y los heridos aún viviendo y trabajando arriba. Muchas familias desposeídas ven las huellas como el reposo sagrado de sus seres queridos, pero con la mayor ternura y amor por los perdidos y heridos, sugerimos que para regresar al espacio sagrado, necesitamos regresar al cielo. 
Trump, el 18 de mayo de 2005, realizó una conferencia de prensa en su residencia en la Quinta Avenida en Midtown Manhattan, para abordar el diseño propuesto de las Torres Gemelas II. Junto con él estaba el ingeniero Ken Gardner y el arquitecto Herbert Belton; Trump presentó el modelo del complejo de torres gemelas diseñado por Team Twin Towers. El plan de la Freedom Tower, según Trump, "parece un depósito de chatarra, una serie de ángulos rotos que no coinciden entre sí. ¿Y tenemos que vivir con esto durante cientos de años? Es la peor pila de arquitectura de basura. Lo he visto en mi vida". Aunque Trump estaba apoyando el proyecto propuesto de torres gemelas, estaba dejando la decisión a Larry Silverstein, de quien su compañía, Silverstein Properties, era la propietaria del sitio. "Solo tengo el poder de persuasión", dijo Trump. En la conferencia de prensa, leyó una carta que le envió Daniel Libeskind, cuyo plan estaba planeado para su construcción. Trump citó a Libeskind diciendo que la forma de la torre era "el producto de David Childs", mientras que él quería una torre más esbelta y clásica más alejada de la calle. Libeskind agregó en una declaración el miércoles: "El plan del sitio no se trata solo de edificios comerciales. El monumento es su pieza central crucial. Está allí por una razón". Trump, terminando su discurso, dijo que "si reconstruimos el World Trade Center en forma de esqueleto, los terroristas ganan", y que si no se podían encontrar inquilinos para el proyecto, construir un parque conmemorativo en su lugar. 
El 28 de junio de 2005 se dio a conocer formalmente un diseño final para la "Torre de la Libertad". Para abordar los problemas de seguridad planteados por el Departamento de Policía de la Ciudad de Nueva York, se agregó una base de concreto de 187 pies (57 m) al diseño en abril de ese año. El diseño originalmente incluía planes para revestir la base con prismas de vidrio con el fin de abordar las críticas de que el edificio podría haber parecido poco atractivo y se parecía a un "búnker de hormigón". La construcción de la Freedom Tower comenzó en abril de 2006, lo que puso en peligro el proyecto Twin Towers II de ser construido en el sitio.

## Desarrollo posterior (2008–2009)
En 2008 surgieron críticas de que la reconstrucción del World Trade Center estaba tardando más de lo esperado. Aunque ahora se estaba renombrando One World Trade Center (anteriormente Freedom Tower), así como el Memorial & Museum Nacional del 11 de septiembre, todavía se propuso detener One World Trade Center y construir el proyecto Twin Towers II. "Verlos subir podría ser tan poderoso como verlos bajar". Ken Gardner declaró, ingeniero del proyecto. 
Miembros de Twin Towers Alliance, una organización que apoya la reconstrucción de nuevas torres gemelas, se reunieron en julio de 2008 en Central Park para unirse a la causa. Margaret Donovan, diseñadora gráfica y organizadora de la Twin Towers Alliance, criticó a la ciudad por presuntamente "no prestar atención a los deseos de los neoyorquinos de diseños de reurbanización". Donovan trabajó en la Torre Sur el año anterior a los ataques. Aunque One World Trade Center estaba en construcción, afirmó que "todavía podemos tener el World Trade Center que merecemos", y agregó que "no es una ilusión. Es solo sentido común y no es demasiado tarde". 

## Abandono del proyecto (2010-presente)
Desde 2008, no se han mencionado las noticias del proyecto, así como si aún se pudiera construir. Debido a la finalización de One World Trade Center y Four World Trade Center, así como el Memorial & Museum Nacional del 11 de septiembre desde entonces, ahora es imposible construir el proyecto en el sitio del World Trade Center. 
Dado que el proyecto se había considerado discutible, Ken Gardner, el ingeniero del proyecto, hizo un comentario que consideraba votar por Donald Trump, quien fue el 45º presidente de los Estados Unidos. Bjarke Ingels, quien fue seleccionado como arquitecto para el nuevo diseño del Two World Trade Center, declaró que habría reconstruido el World Trade Center si fuera por él. Comentó, afirmando que "Eran una parte tan importante de la identidad de Manhattan. Cuando ves a Tony Soprano salir del Túnel Holland, puede ver las torres en su espejo retrovisor. Se veían muy fuertes".